# انسان‌نماهای نسل‌کش
«انسان‌نماهای نسل‌کش» (انگلیسی: Genocidal Humanoidz) ترانه‌ای منتشرشده توسط گروه موسیقی متال ارمنی-آمریکایی سیستم آو ا داون است.این آهنگ در کنار «از سرزمین محافظت کن» در ۶ نوامبر ۲۰۲۰ از طریق امریکن رکوردینگز و کلمبیا رکوردز منتشر شد تا درباره ارمنستان و جمهوری آرتساخ در جنگ ناگورنو قره‌باغ ۲۰۲۰ افزایش آگاهی دهد.این ترانه نخستین فعالیت گروه از ۱۵ سال پیش با آلبوم هیپنوتایز (۲۰۰۵) و ۱۴ سال از آخرین تک‌آهنگشان، «روز تنهایی» (۲۰۰۶) است. دو ترانه «از سرزمین محافظت کن» و «انسان‌نماهای نسل‌کش» بیش از ۶۰۰٬۰۰۰$ سرمایه جمع‌آوری کردند که به آسیب‌دیدگان جنگ در ارمنستان کمک کند.